# Biserica reformată din Sâncraiu
Biserica reformată din Sâncraiu este un monument istoric aflat pe teritoriul satului Sâncraiu, comuna Sâncraiu, județul Cluj.

## Localitatea
Sâncraiu (în maghiară Kalotaszentkirály Zentelke, în trad. „Sâncraiul Călatei”), în germană Heilkönig / Sehngrall, este satul de reședință al comunei cu același nume din județul Cluj, Transilvania, România. Prima menționare documentară a satului Sâncraiu este din anul 1288.

## Biserica
A fost construită în stil gotic în secolul al XIII-lea, și a fost restaurată de câteva ori de-a lungul timpului. Prima restaurare a avut loc la scurt timp după edificare, în urma incendierii acoperișului în cursul marii invazii mongole din 1241. Turnul a fost construit în 1762 și are trei clopote. Unul din clopote este de pe vremea regelui Matia Corvinul, datând din anul 1481. Orga a fost construită de István Kolonics în 1876. Coroana de deasupra amvonului a fost dăruită bisericii de contele Miklós Bánffy, iar strana preotesei de Sámuel Jósika. Tavanul a suferit un nou incendiu în 1848 și a fost vopsit în alb în timpul reconstrucției. Tavanul casetat din prezent a fost creat în 1994 cu suportul Fundației Publice Illyés. Cele 220 casete au fost pictate cu motive din Țara Călatei. Biserica este înconjurată de un zid de piatră cu trei porți de intrare.

## Imagini

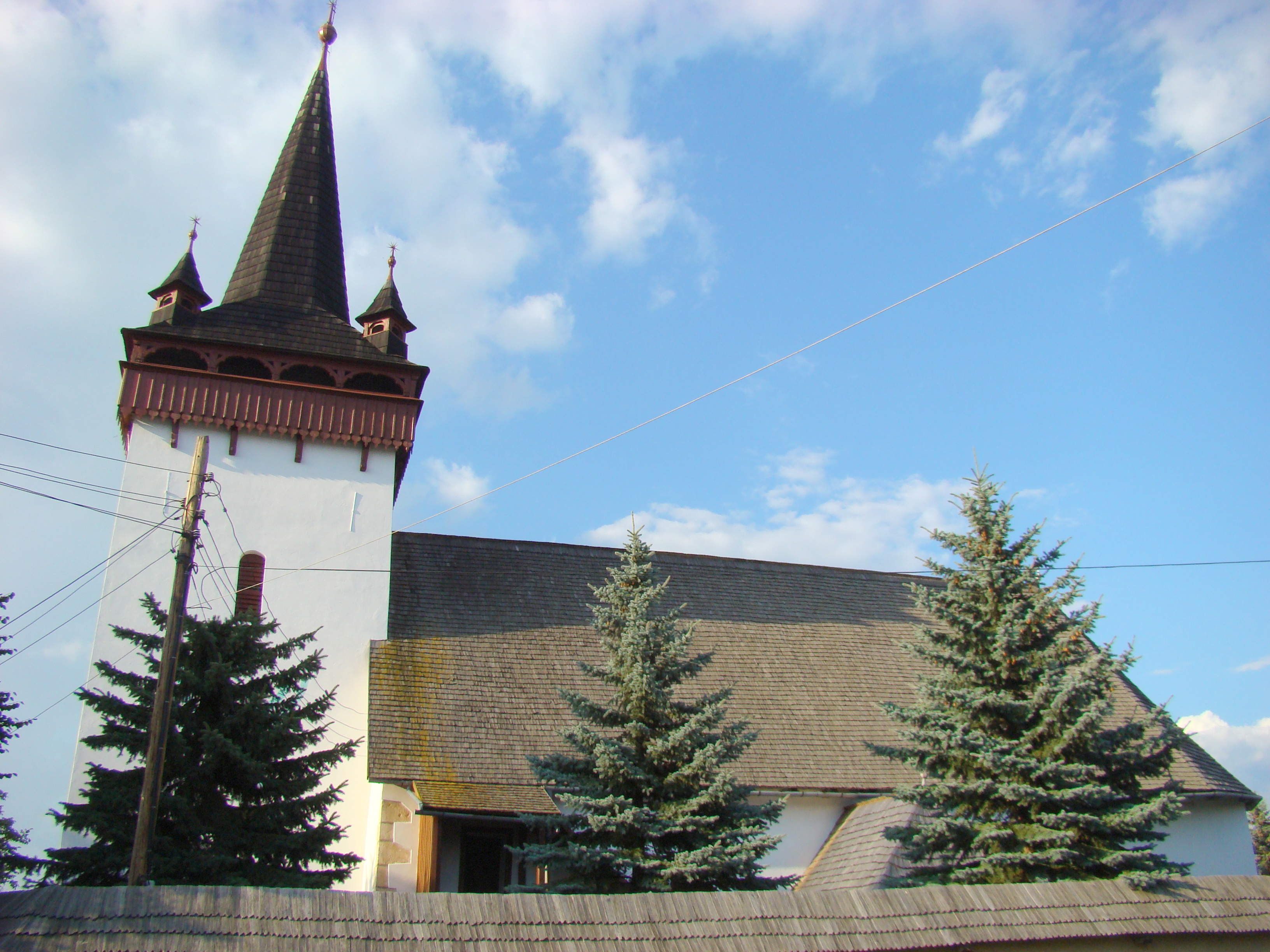
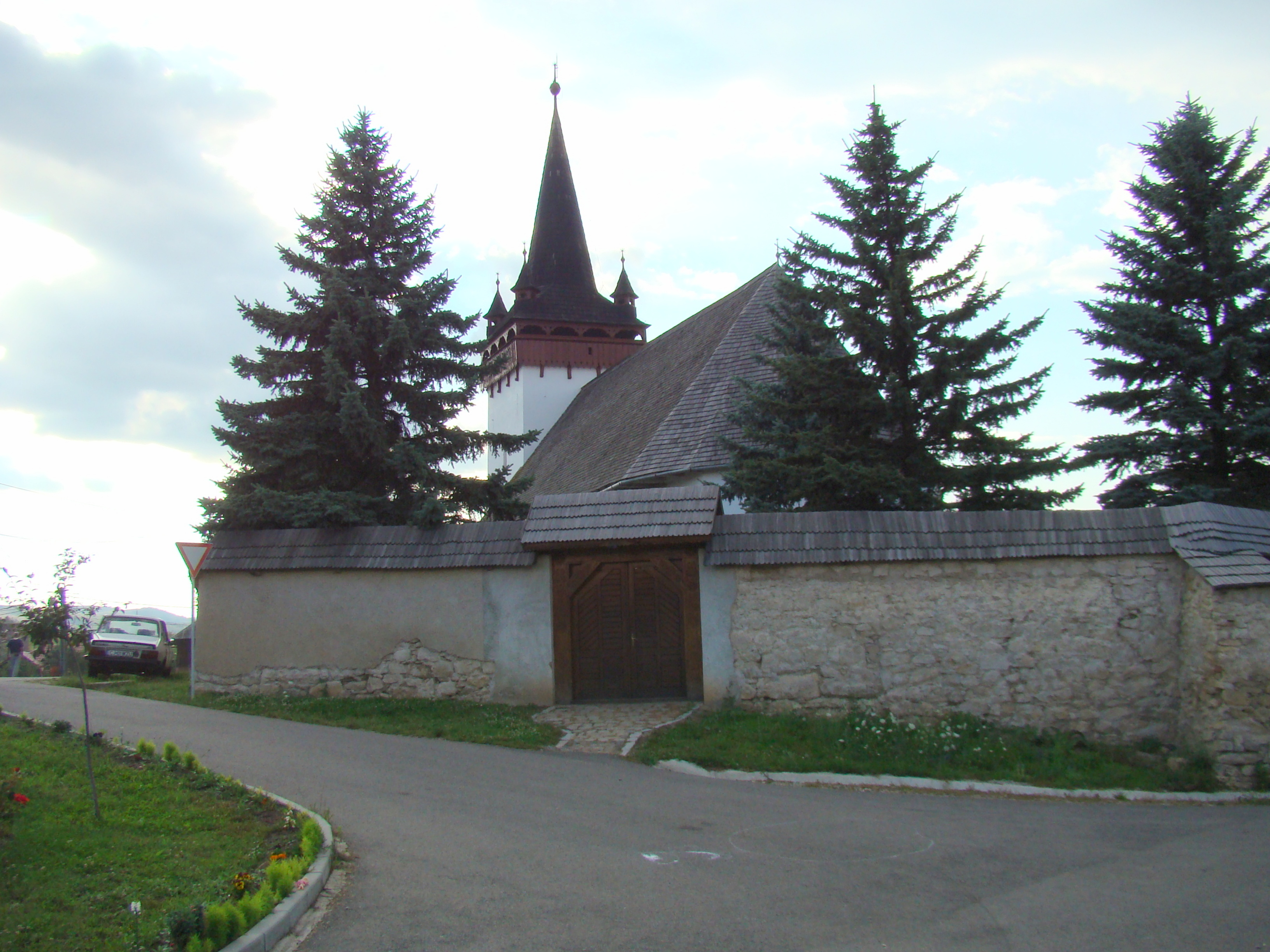
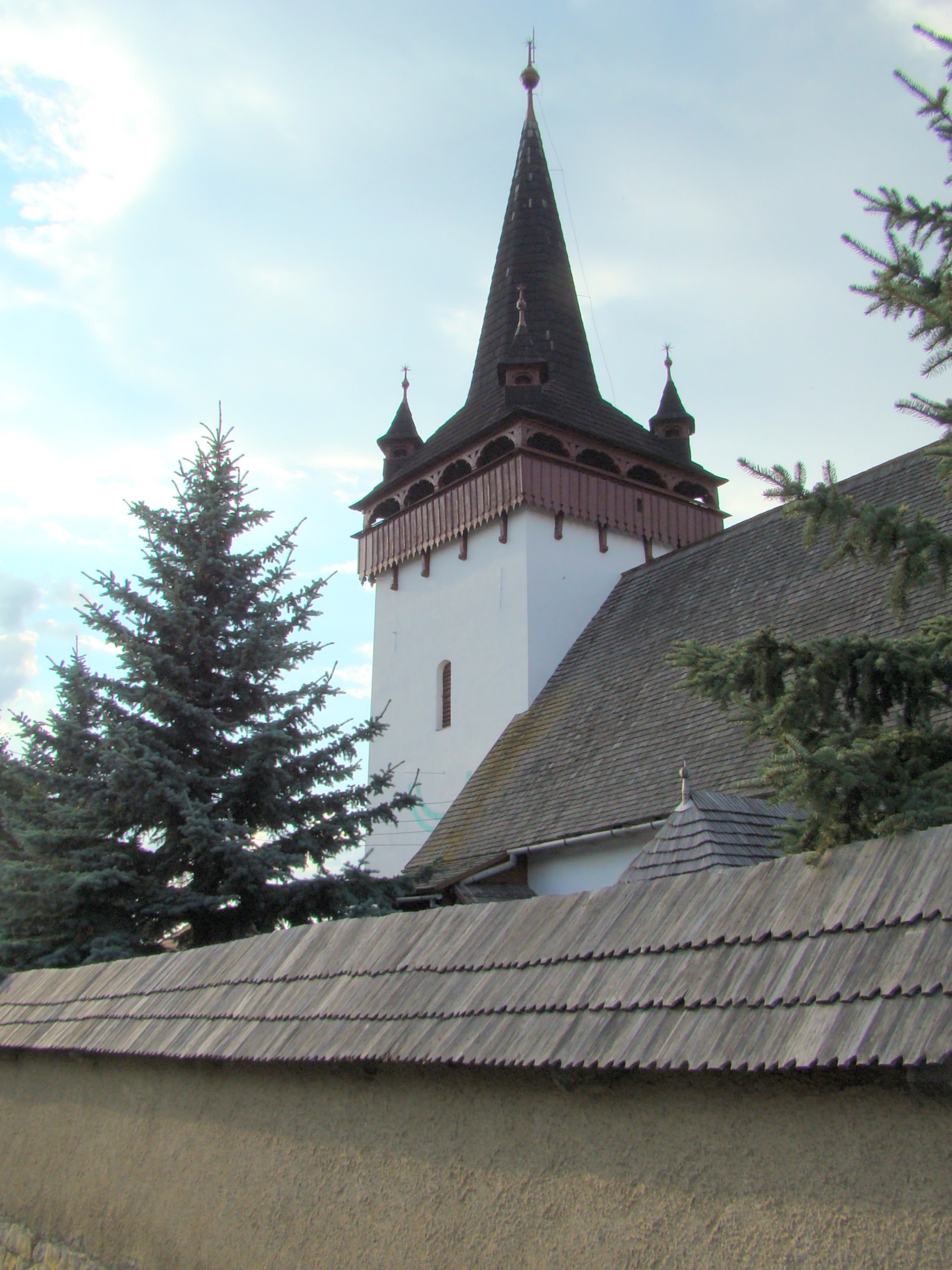
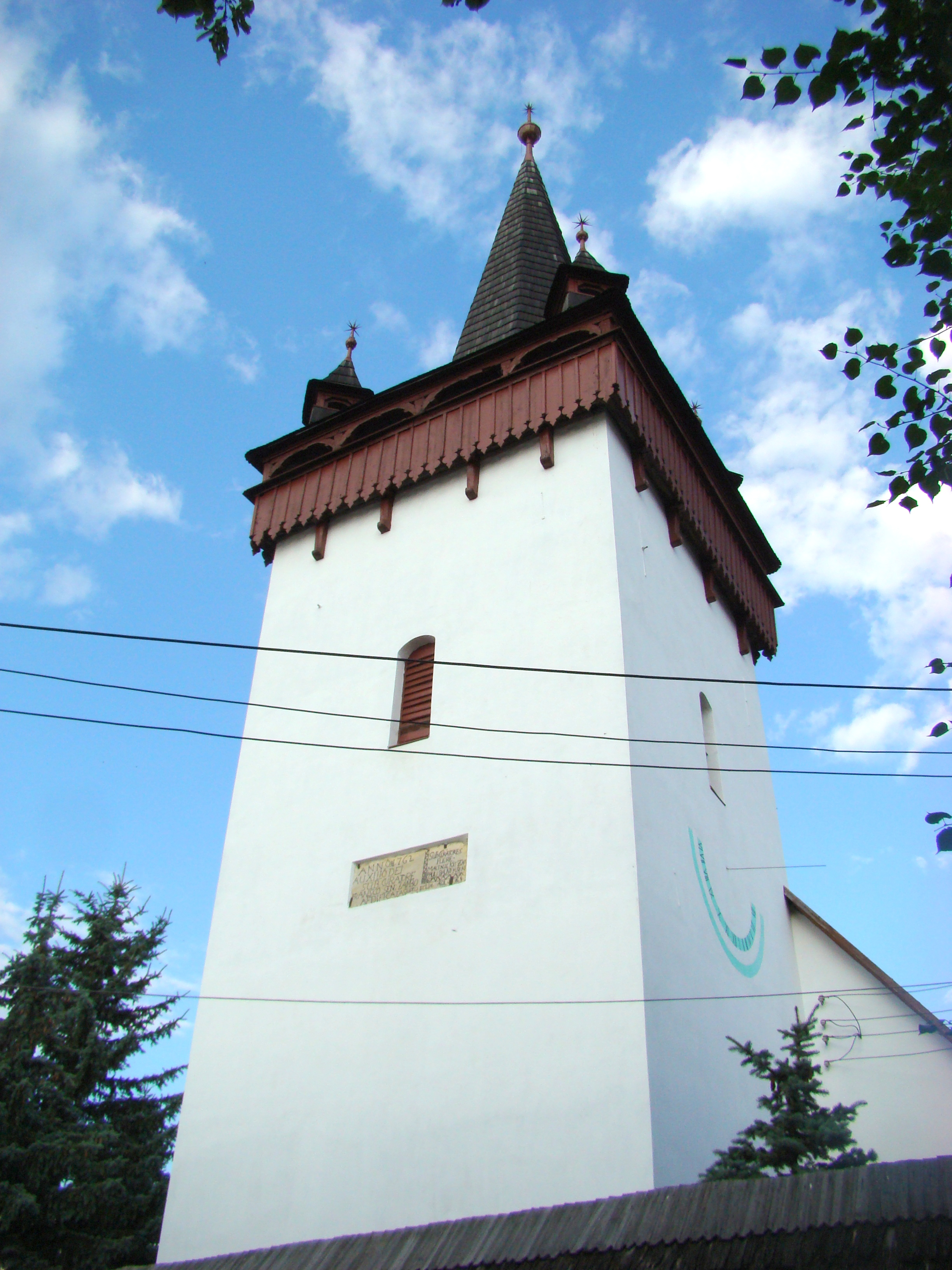
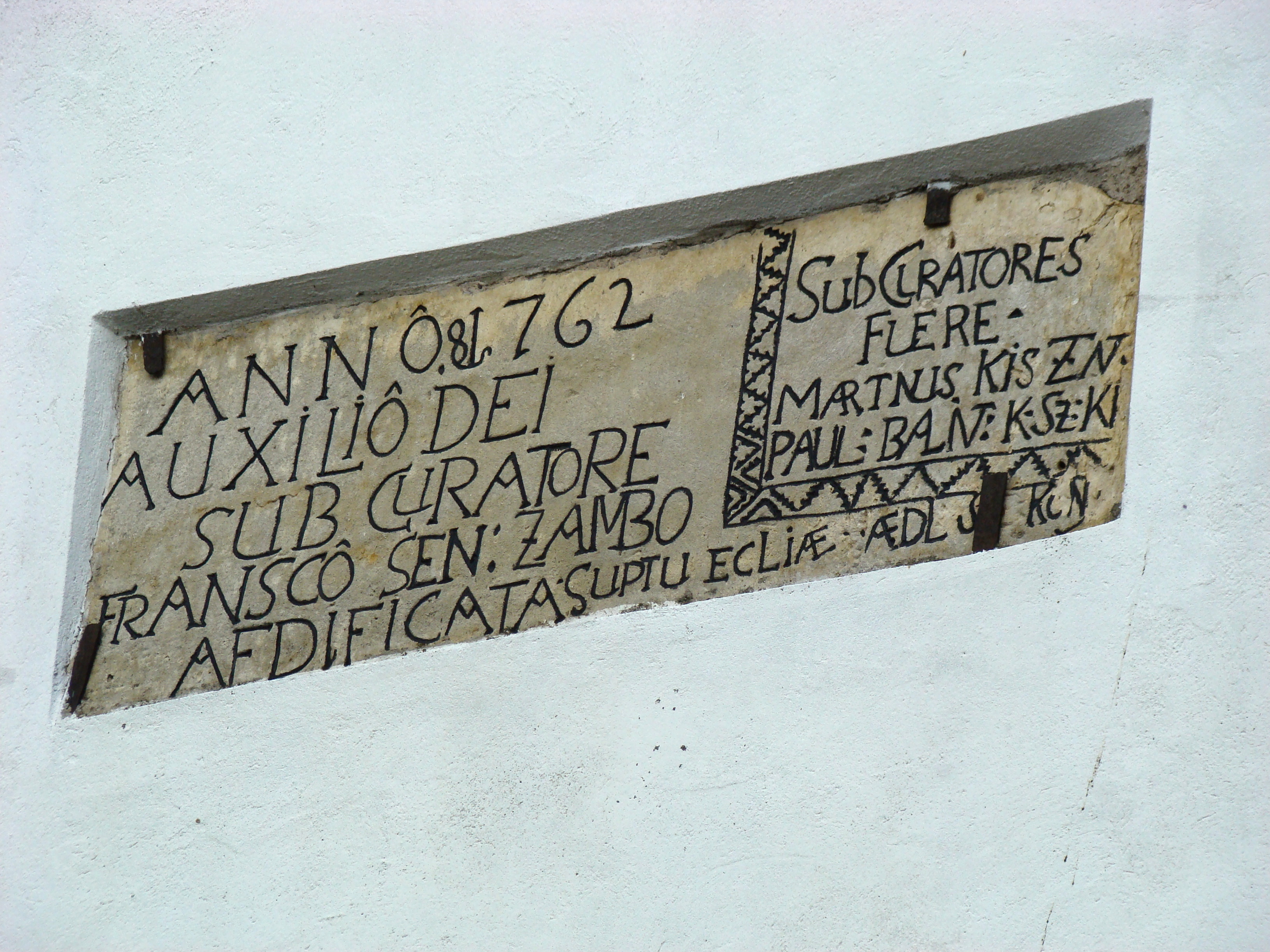
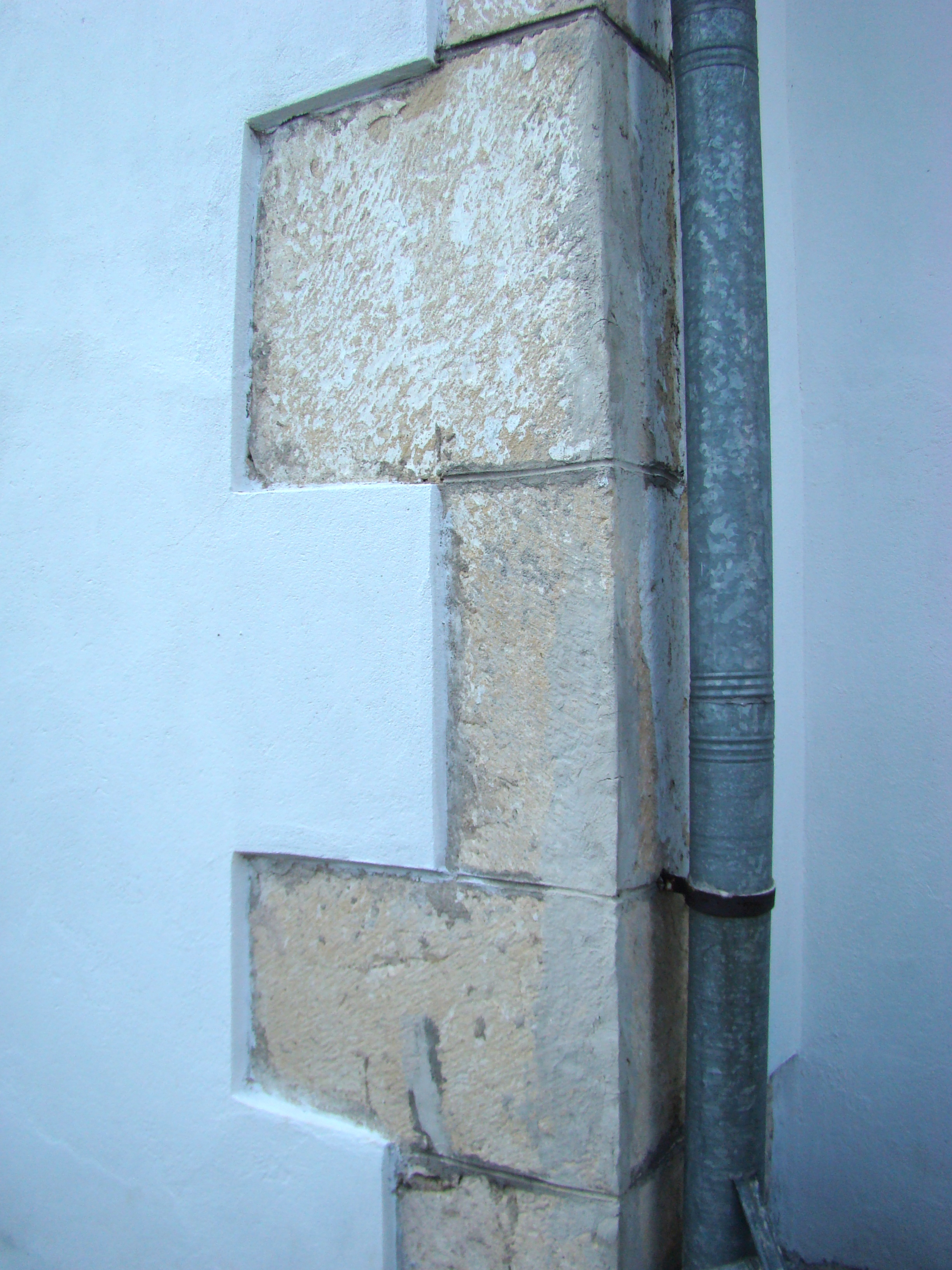
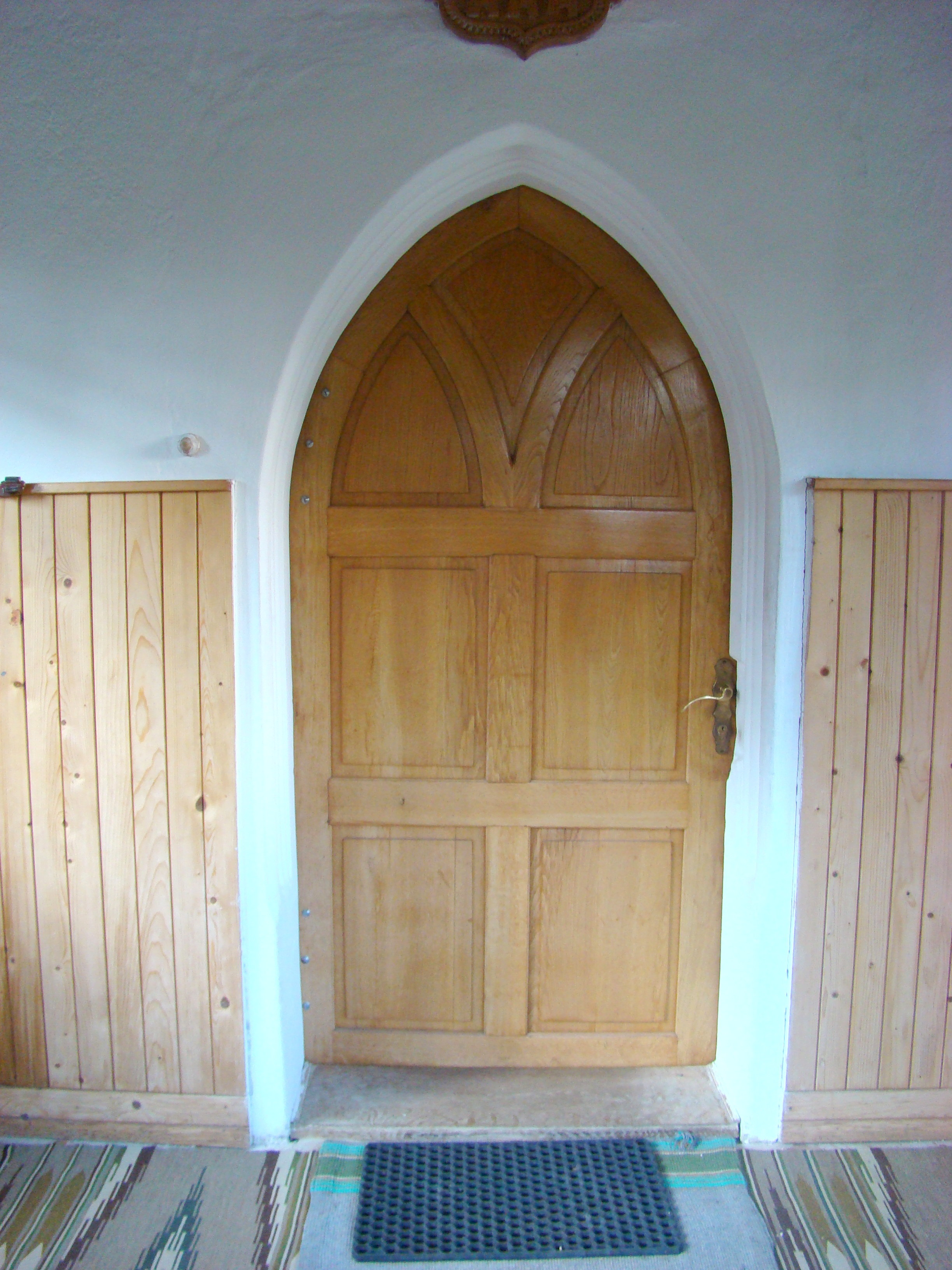
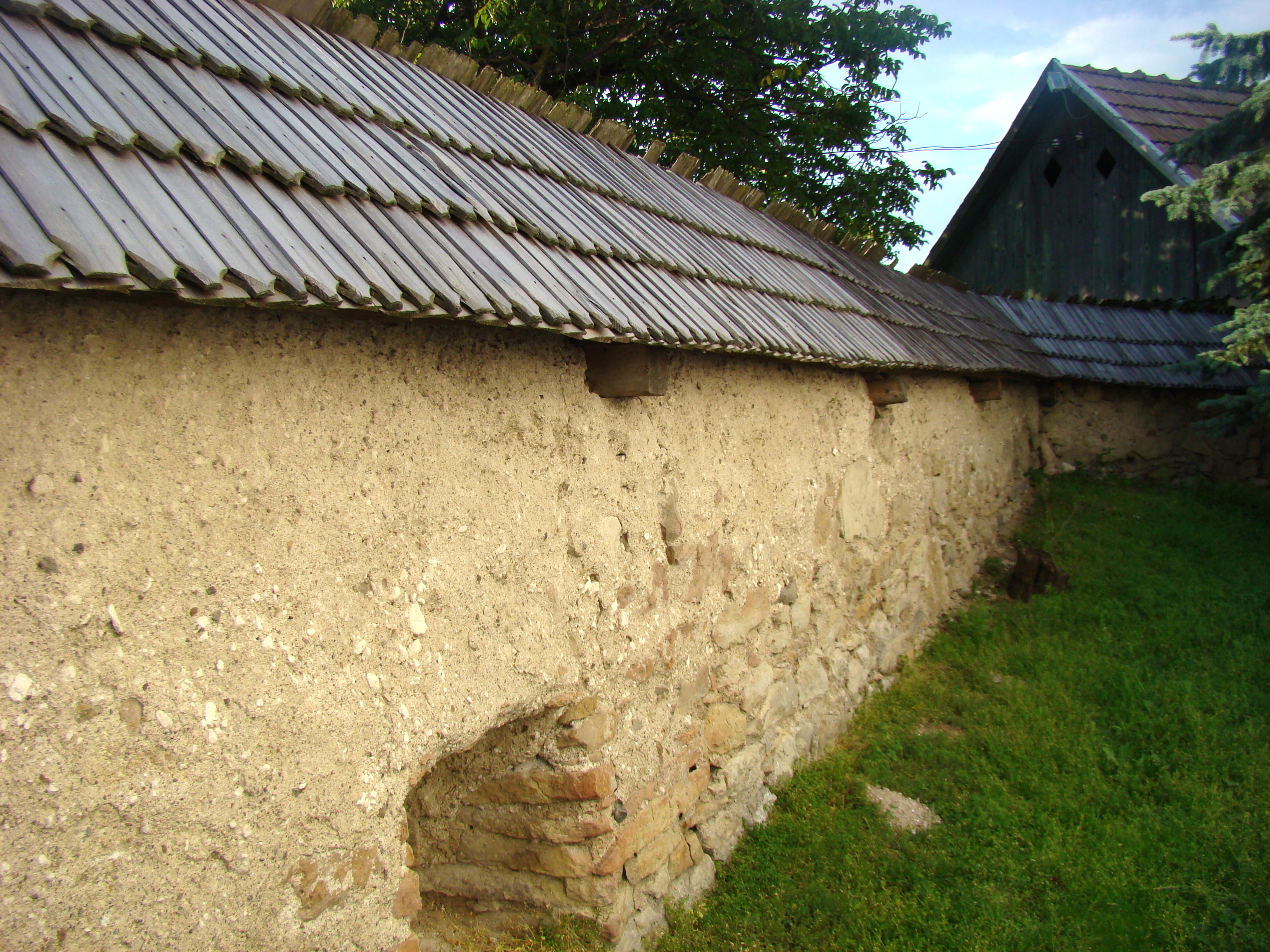
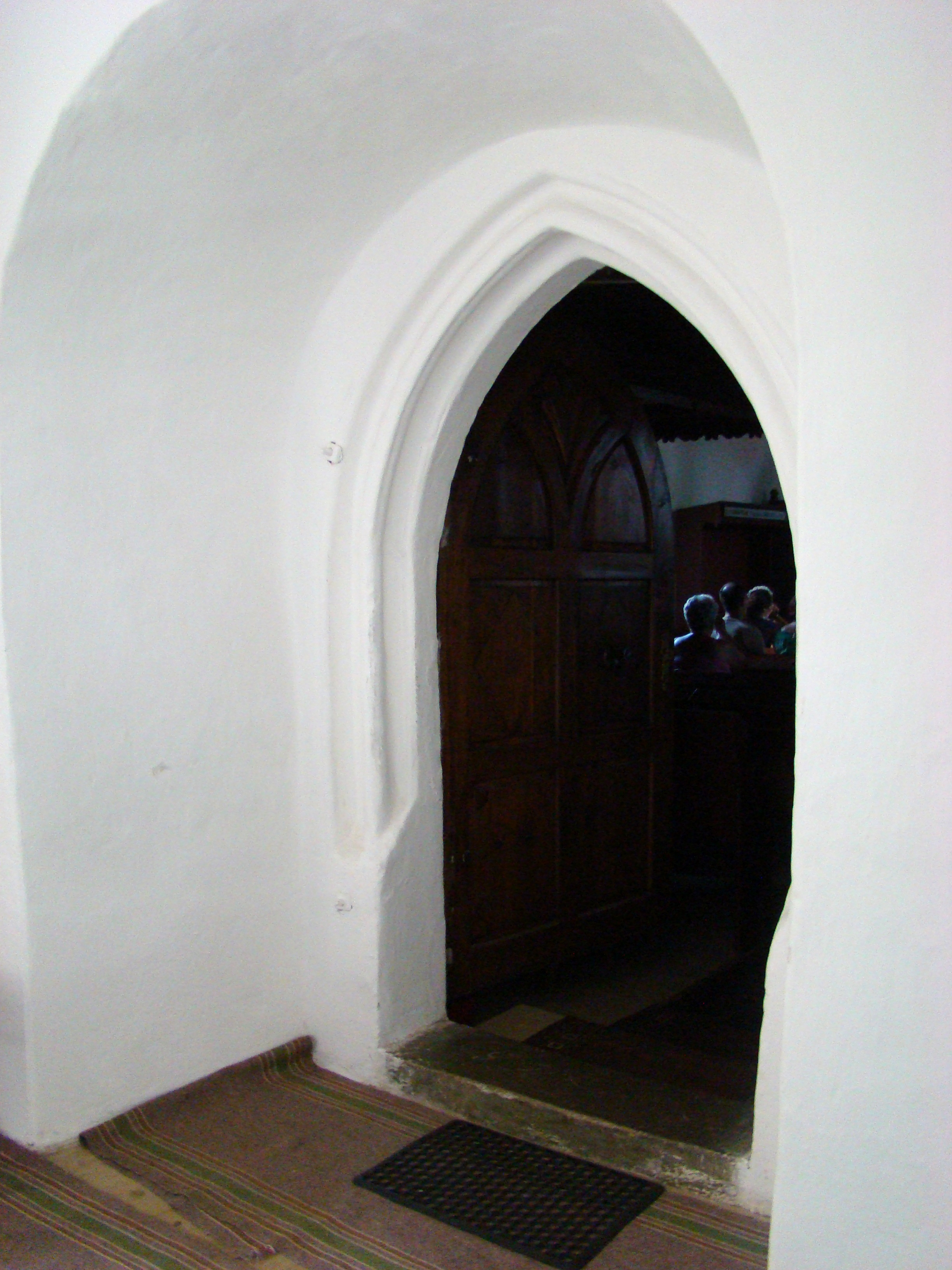
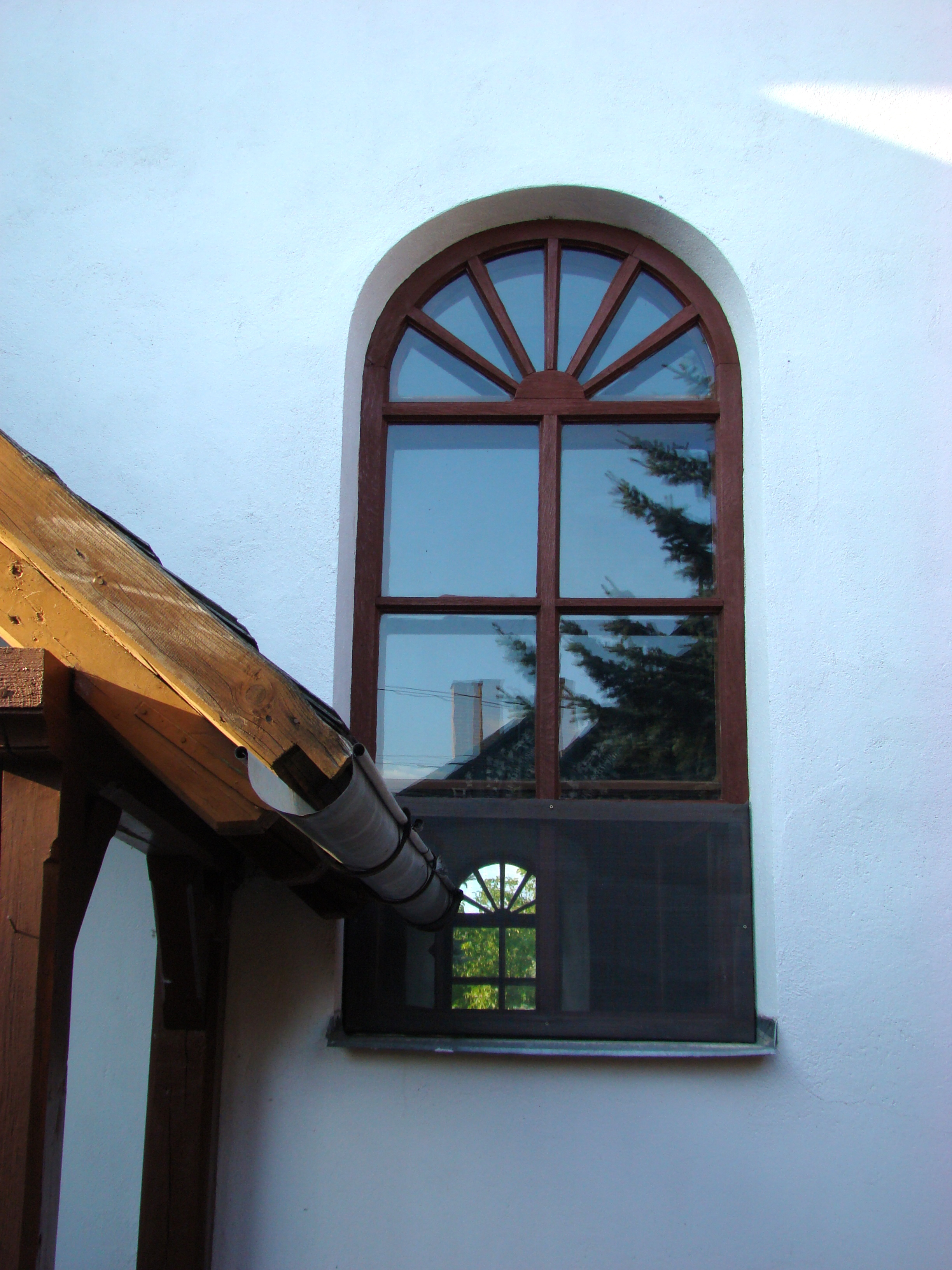
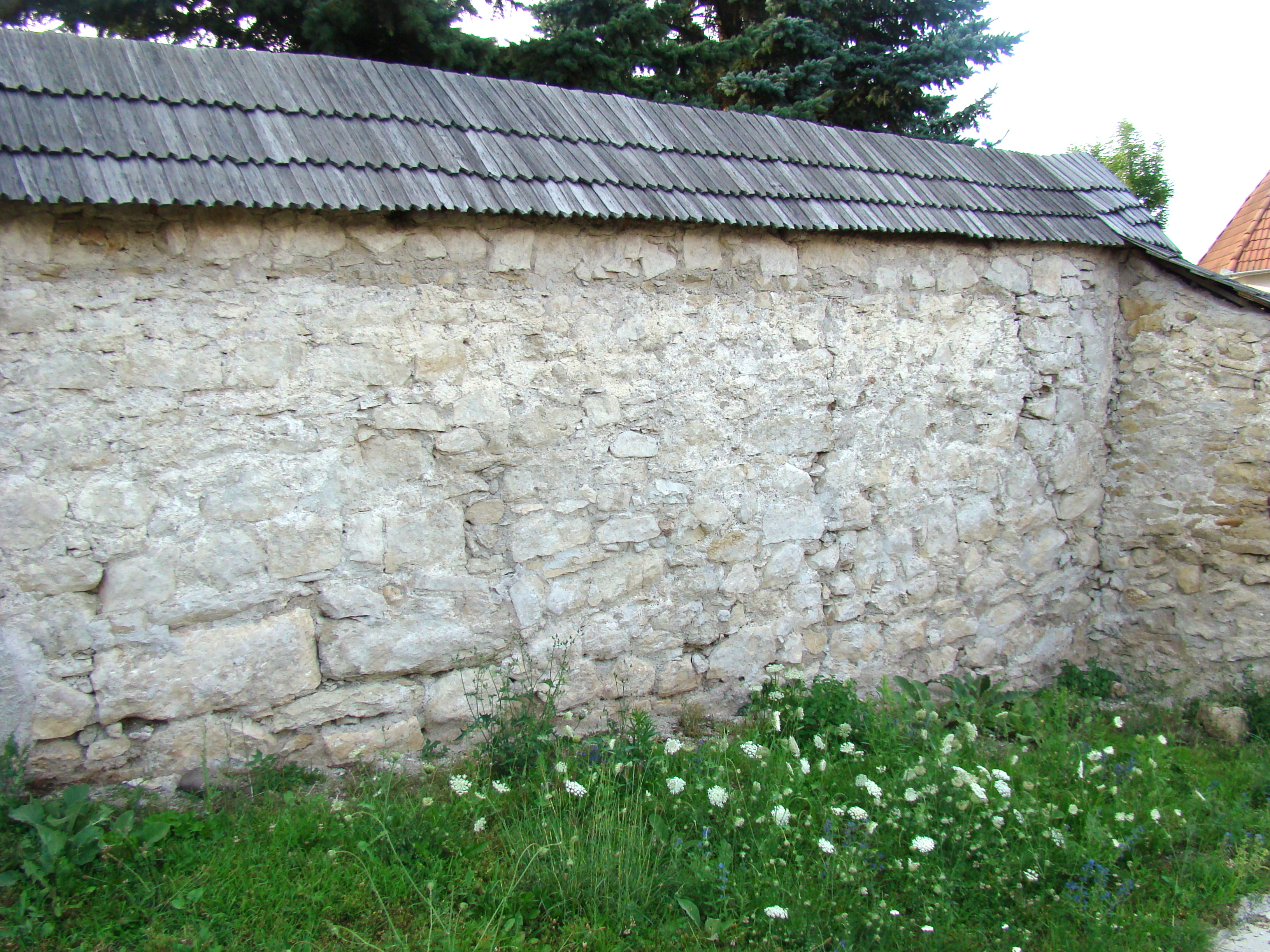
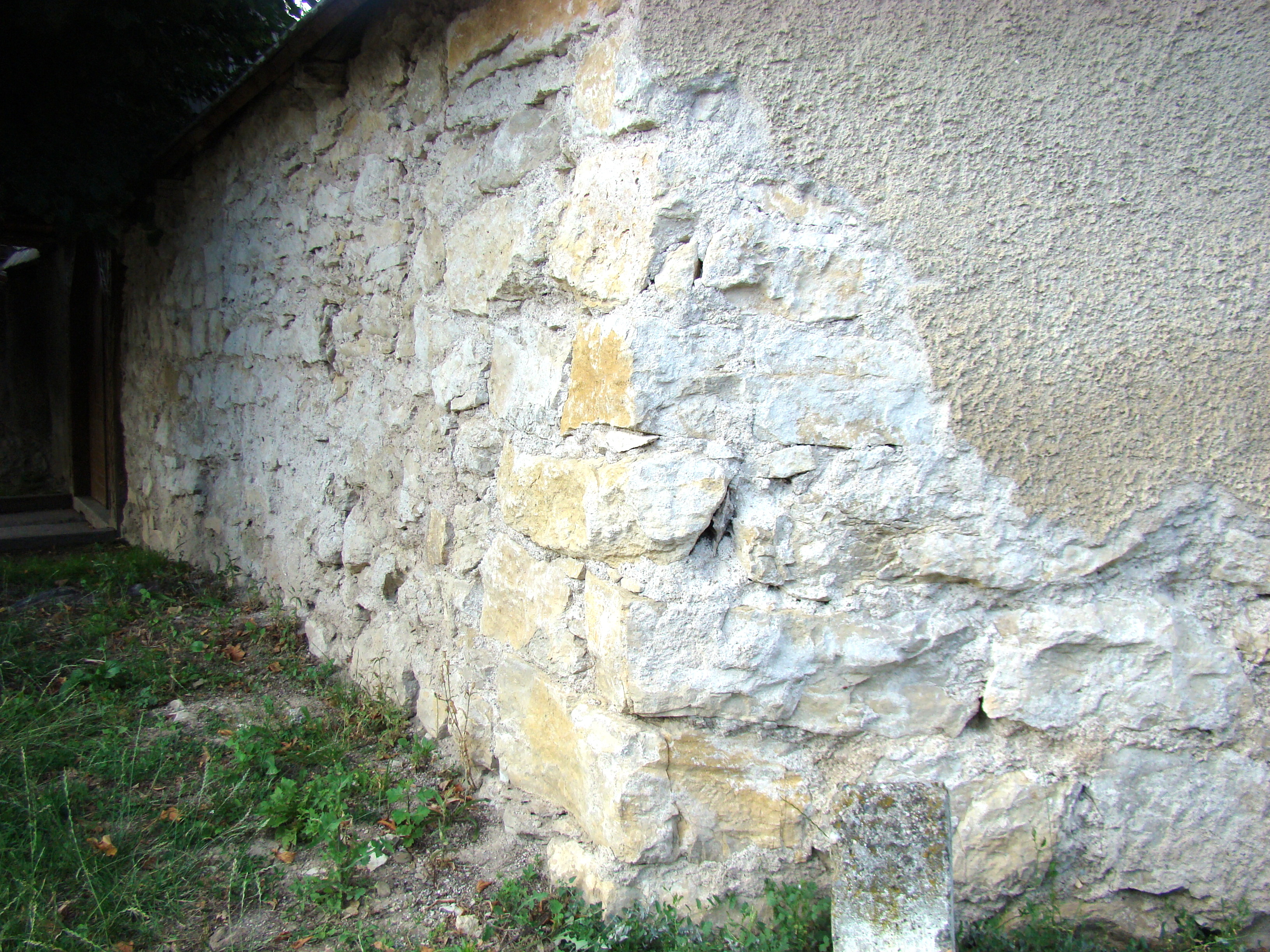
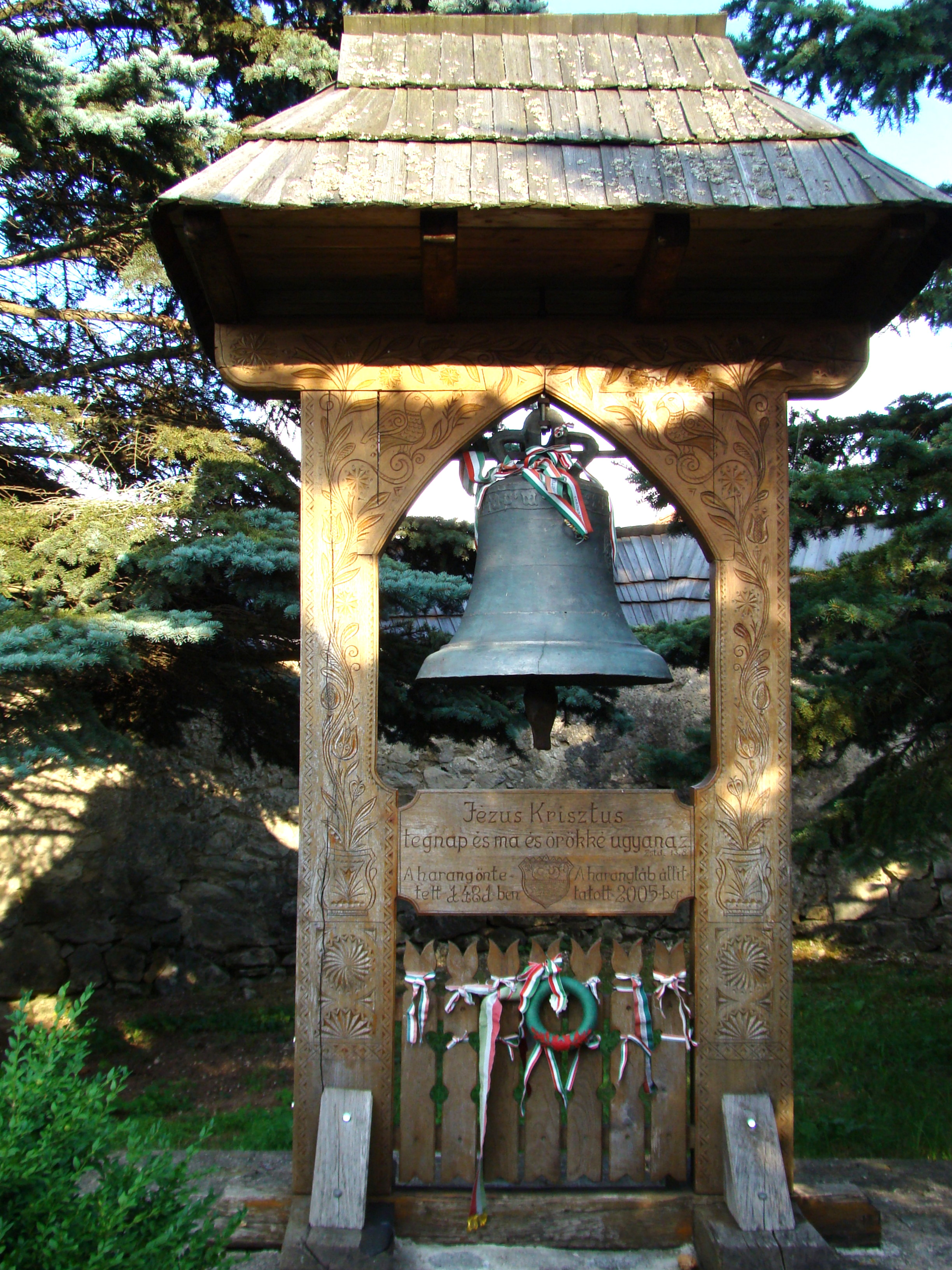
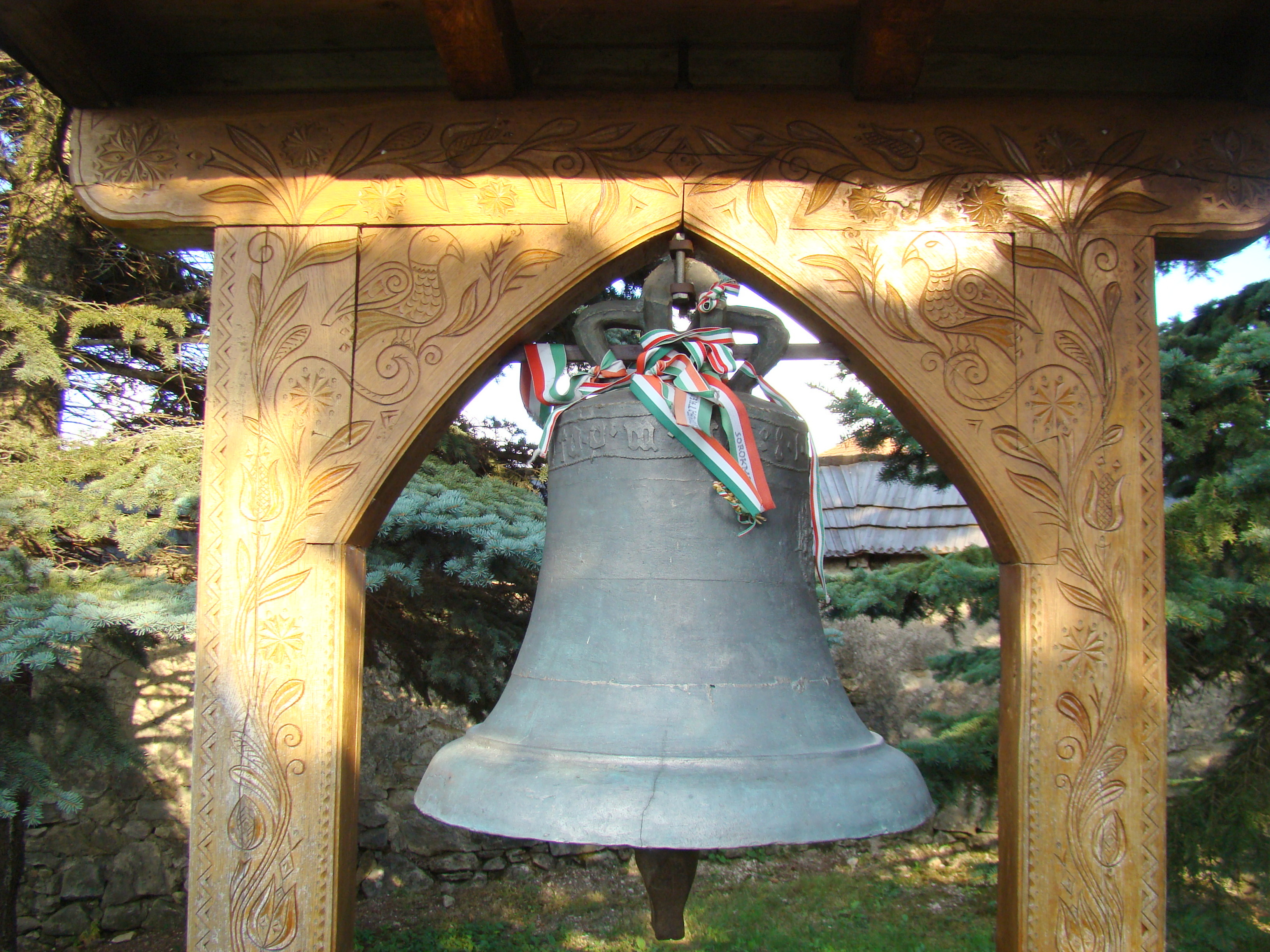
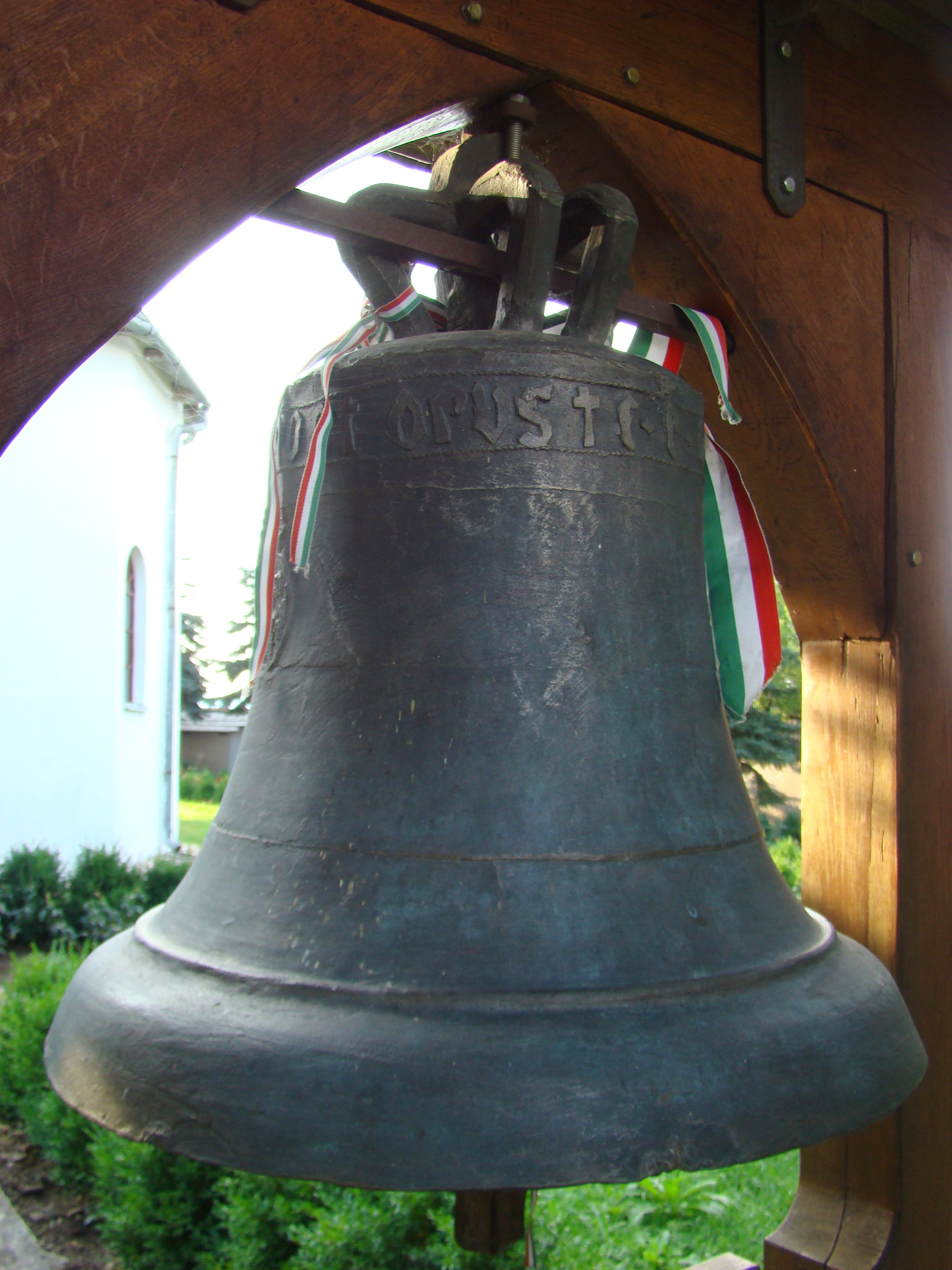
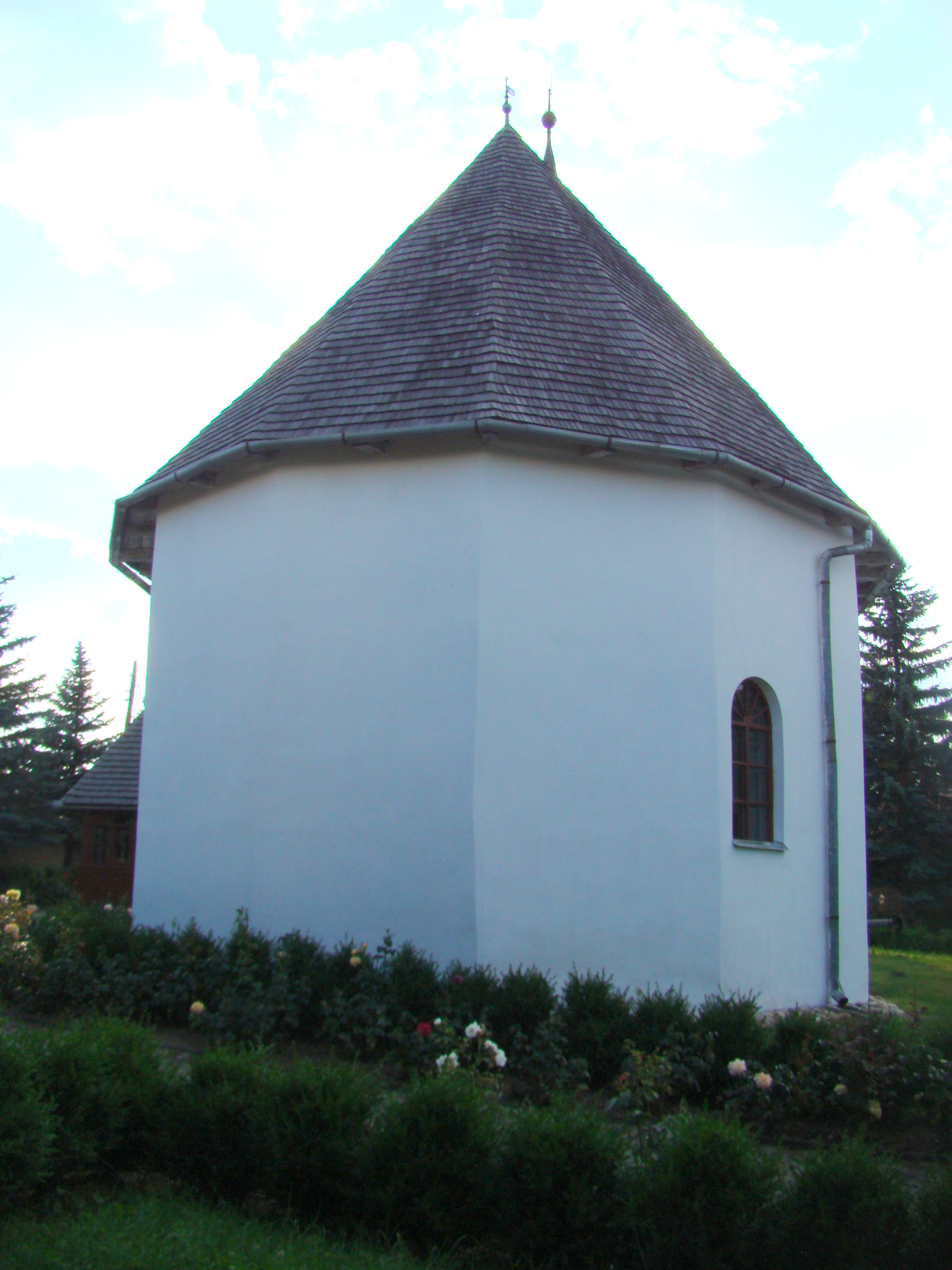
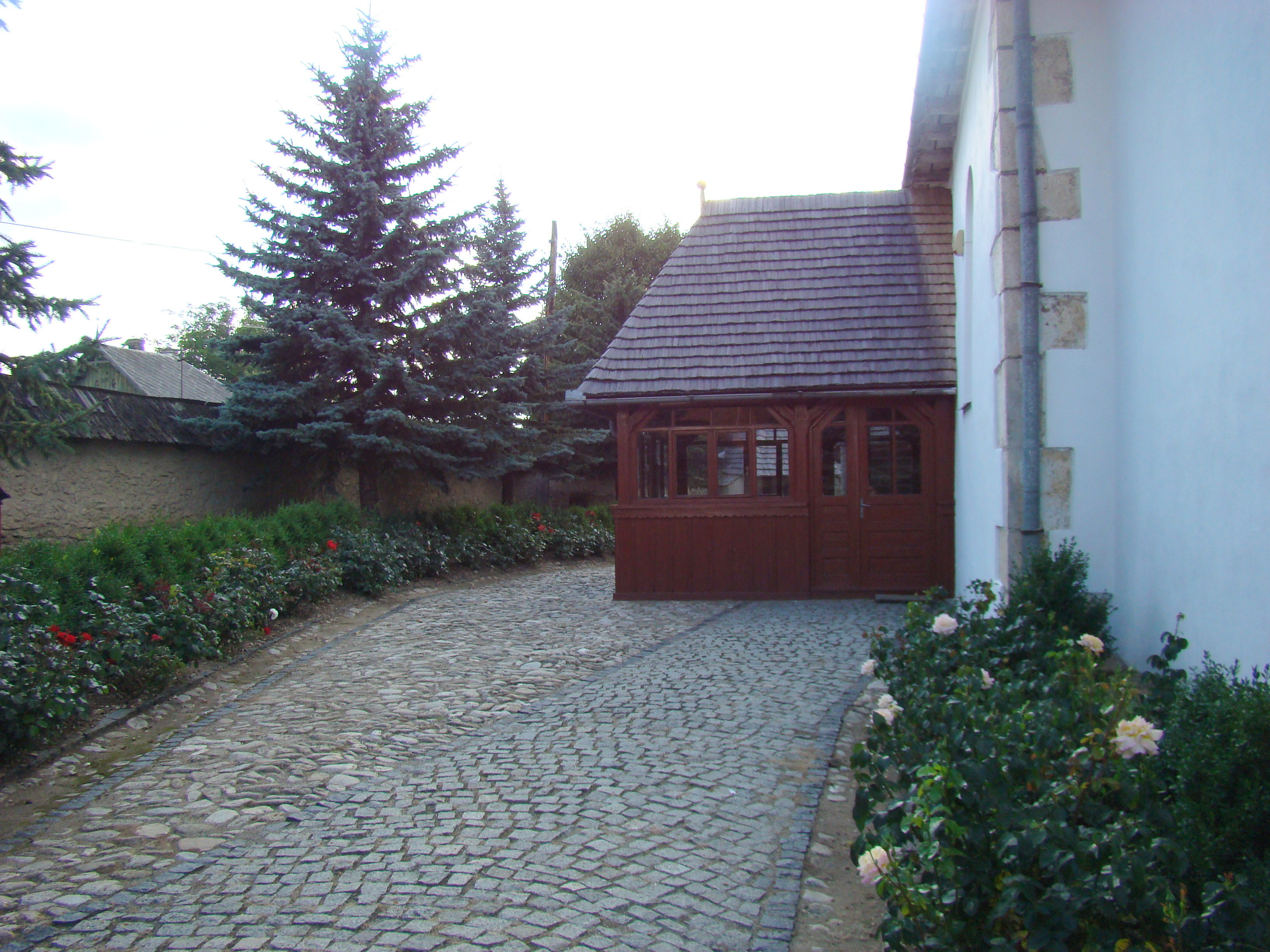
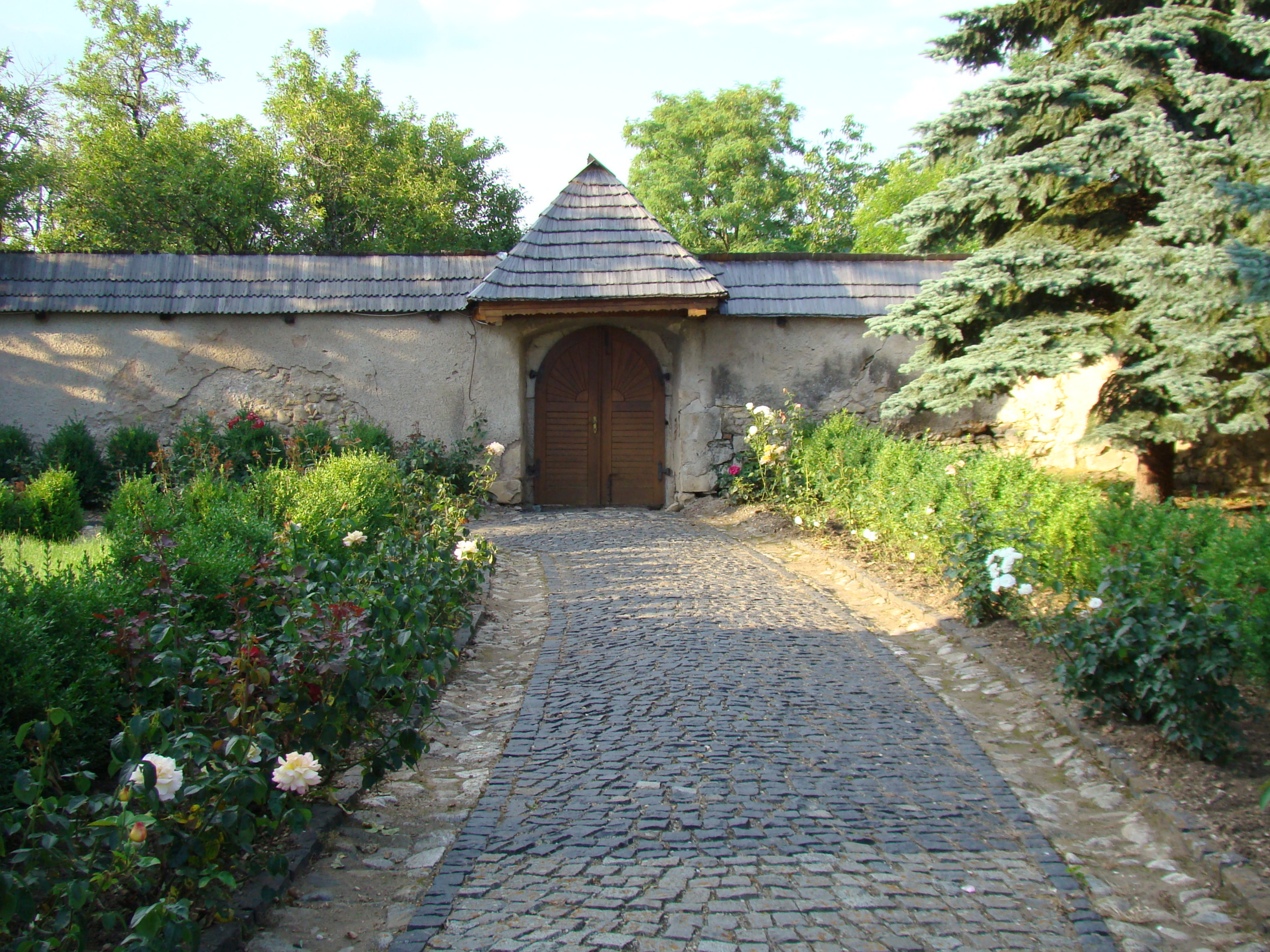
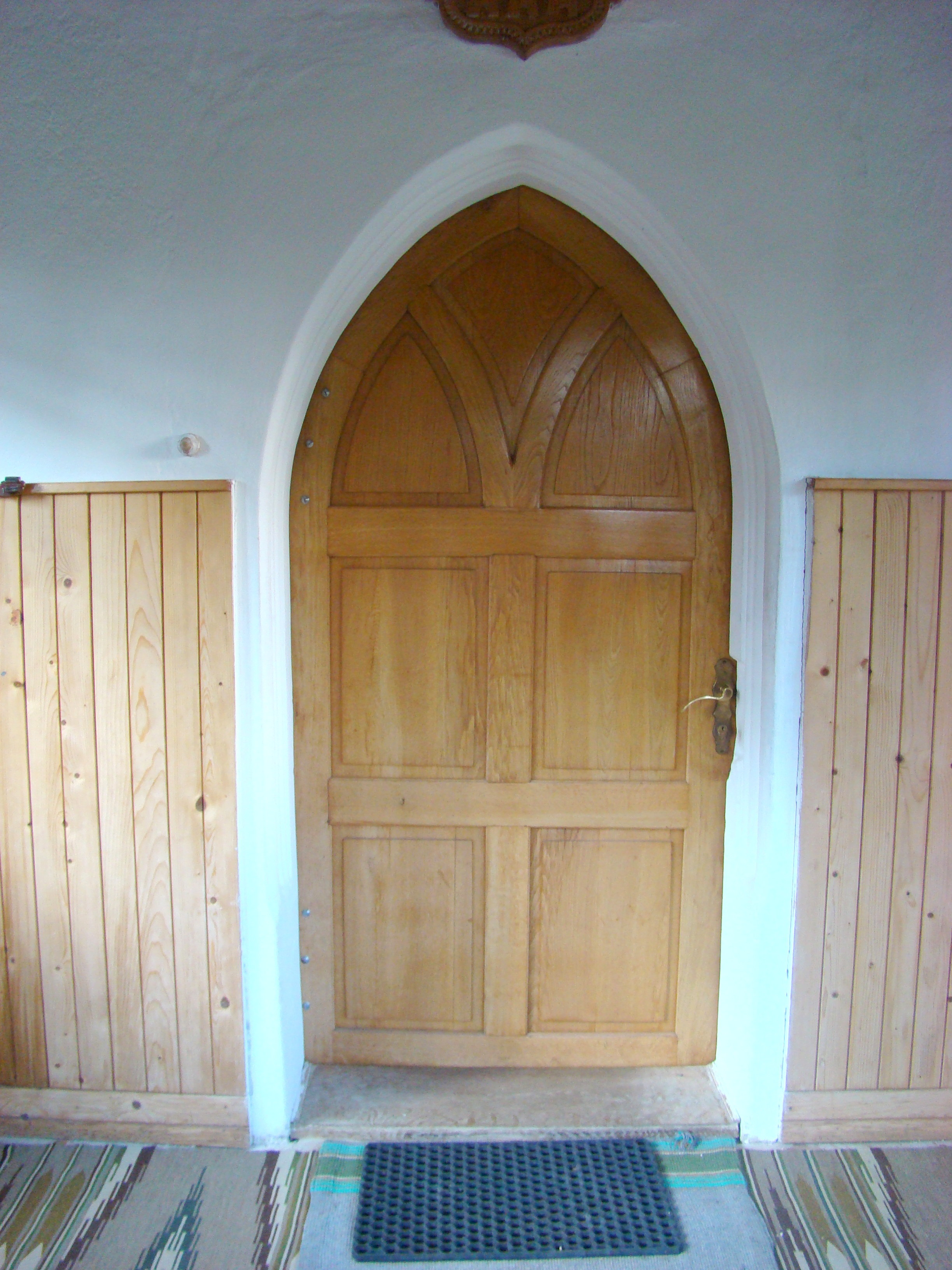
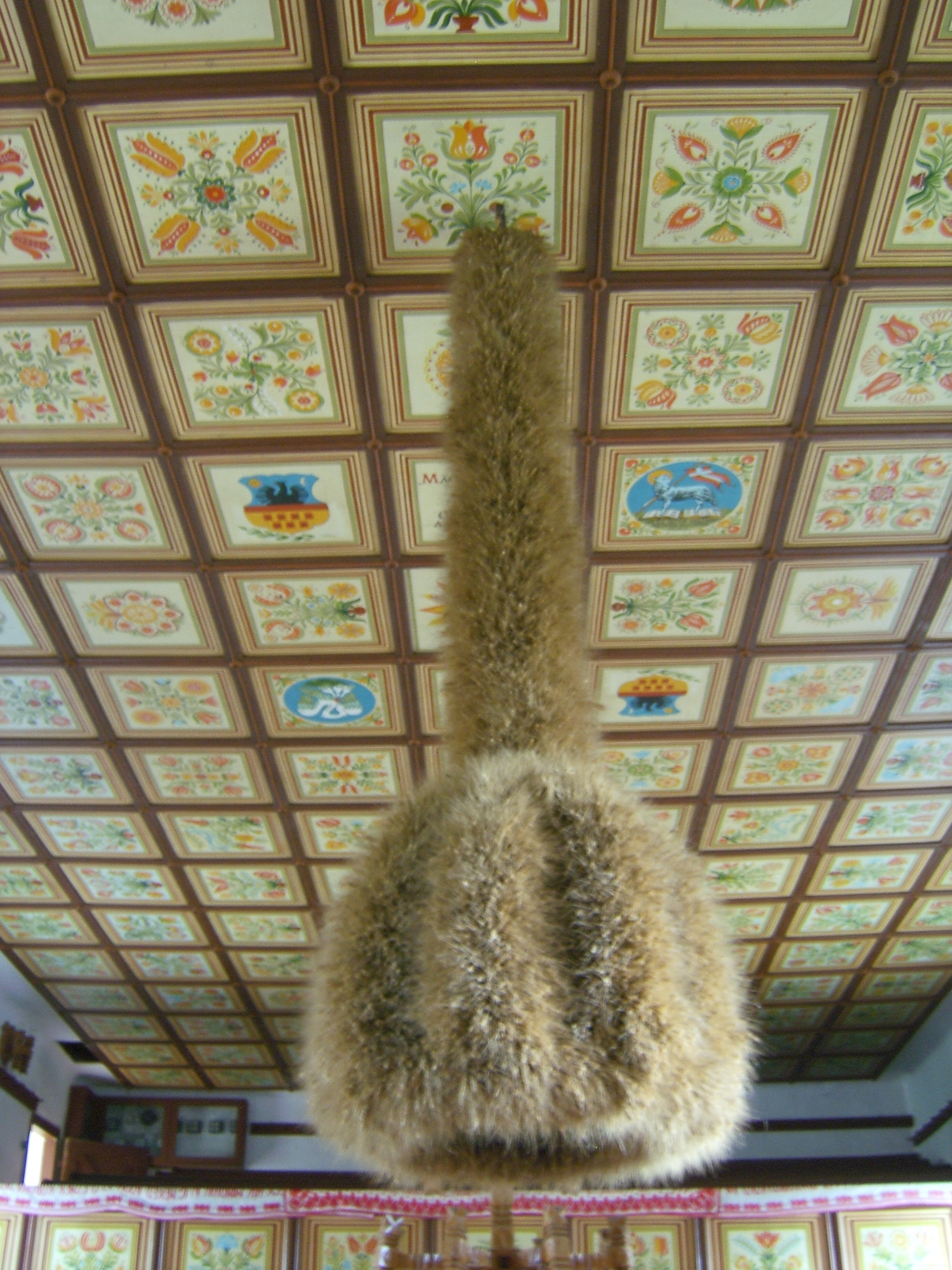
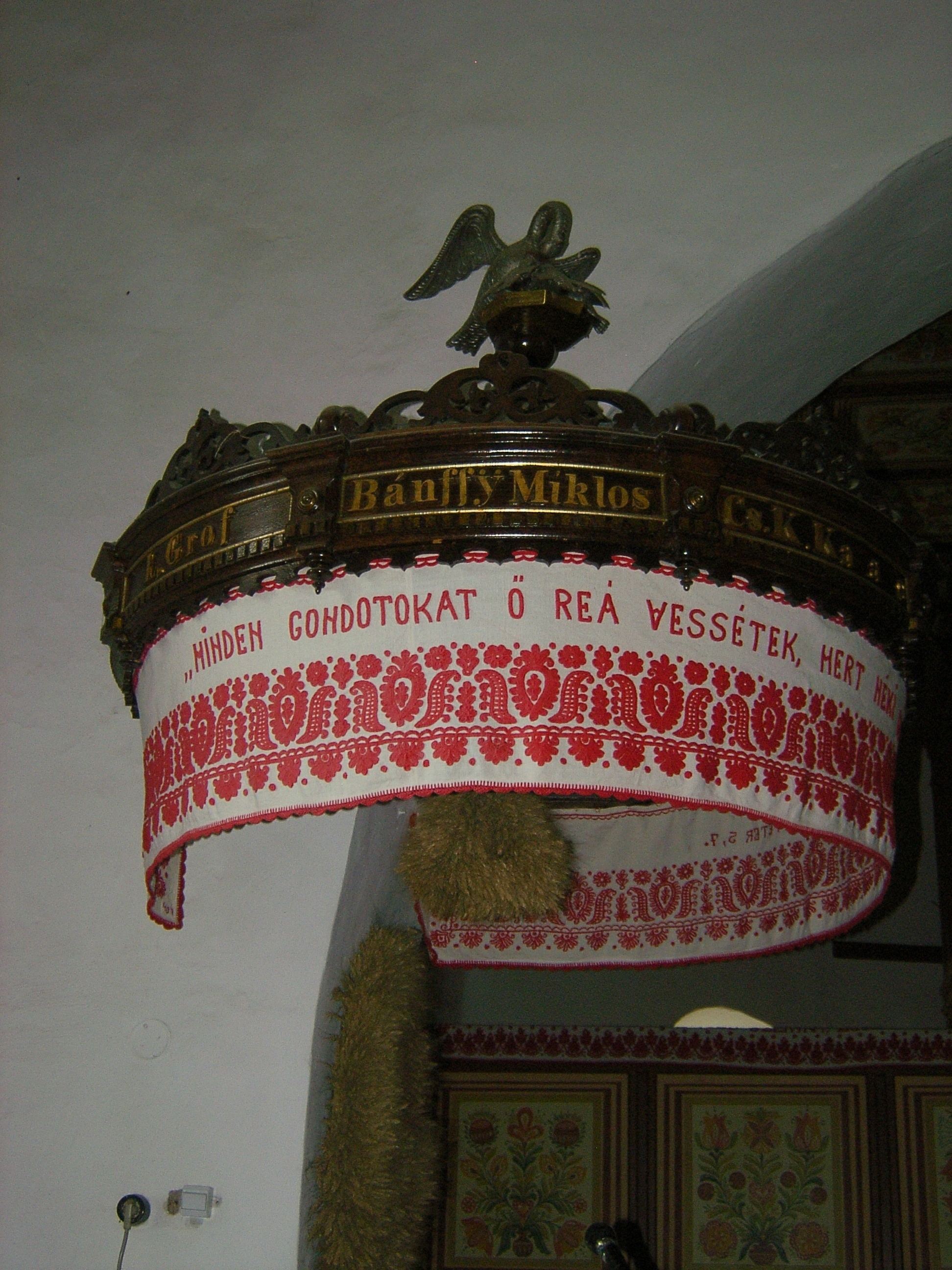
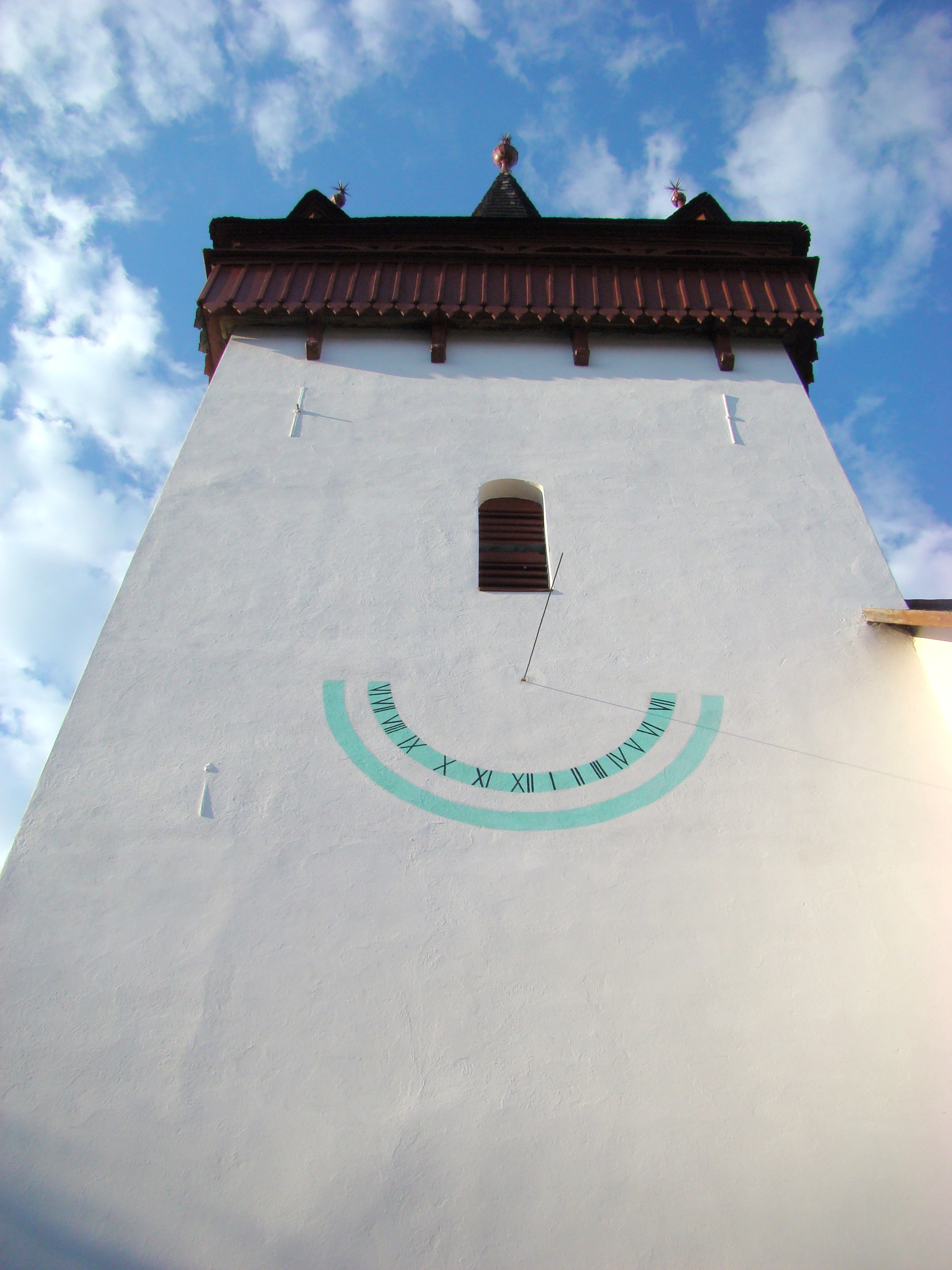
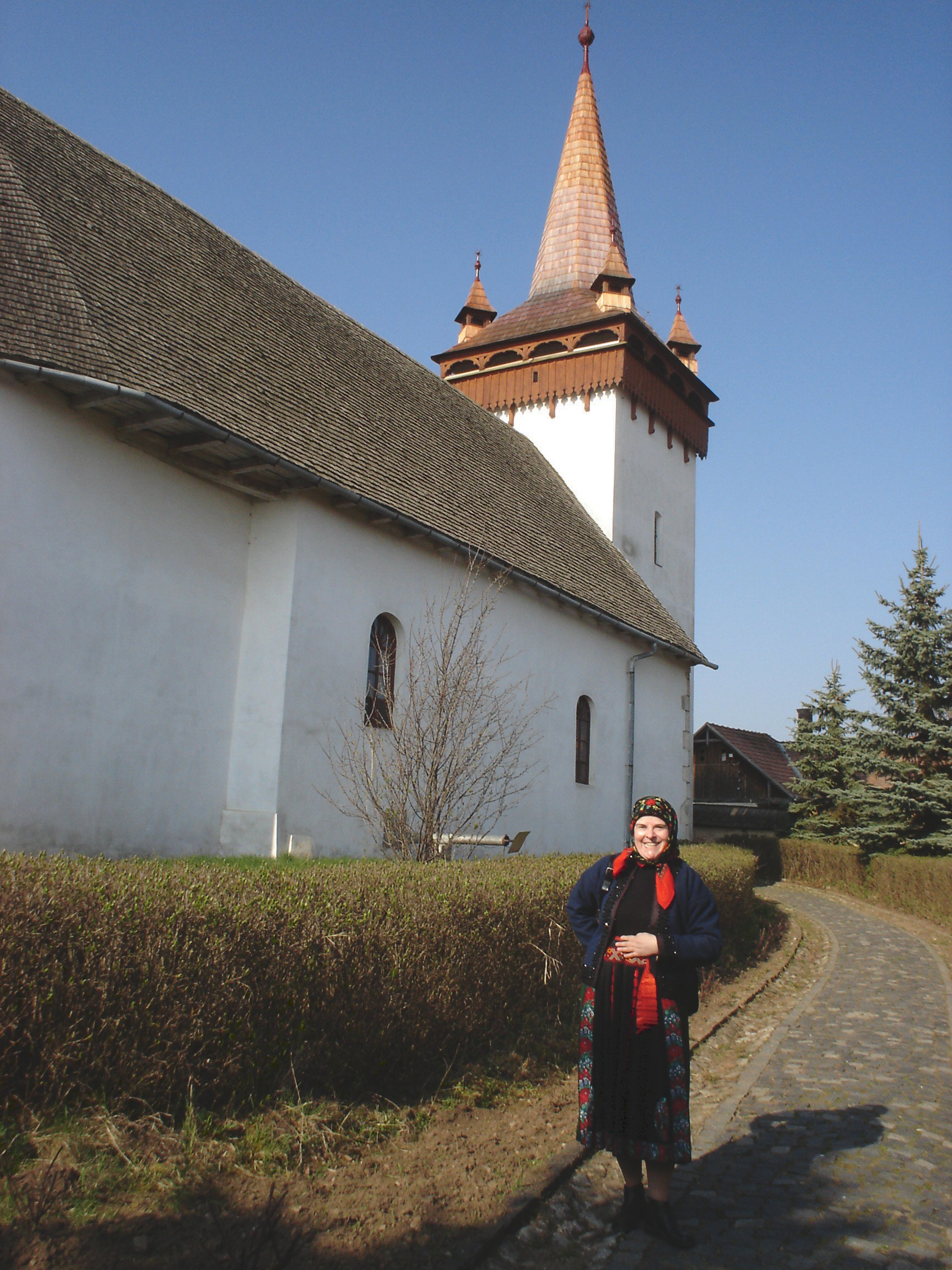
O săteancă în costum popular, în fața bisericii reformate din Sâncraiu
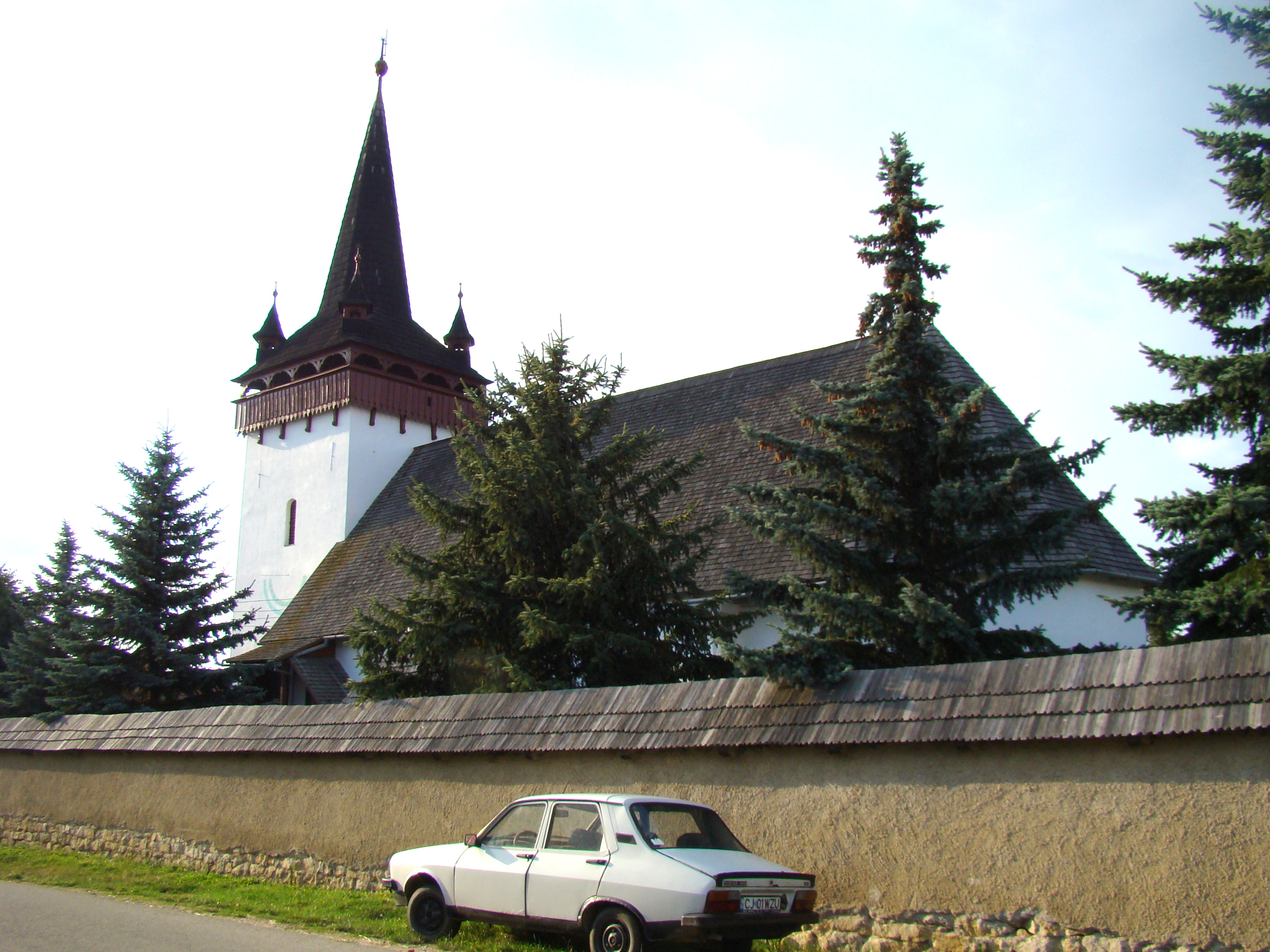